# Packard Model G

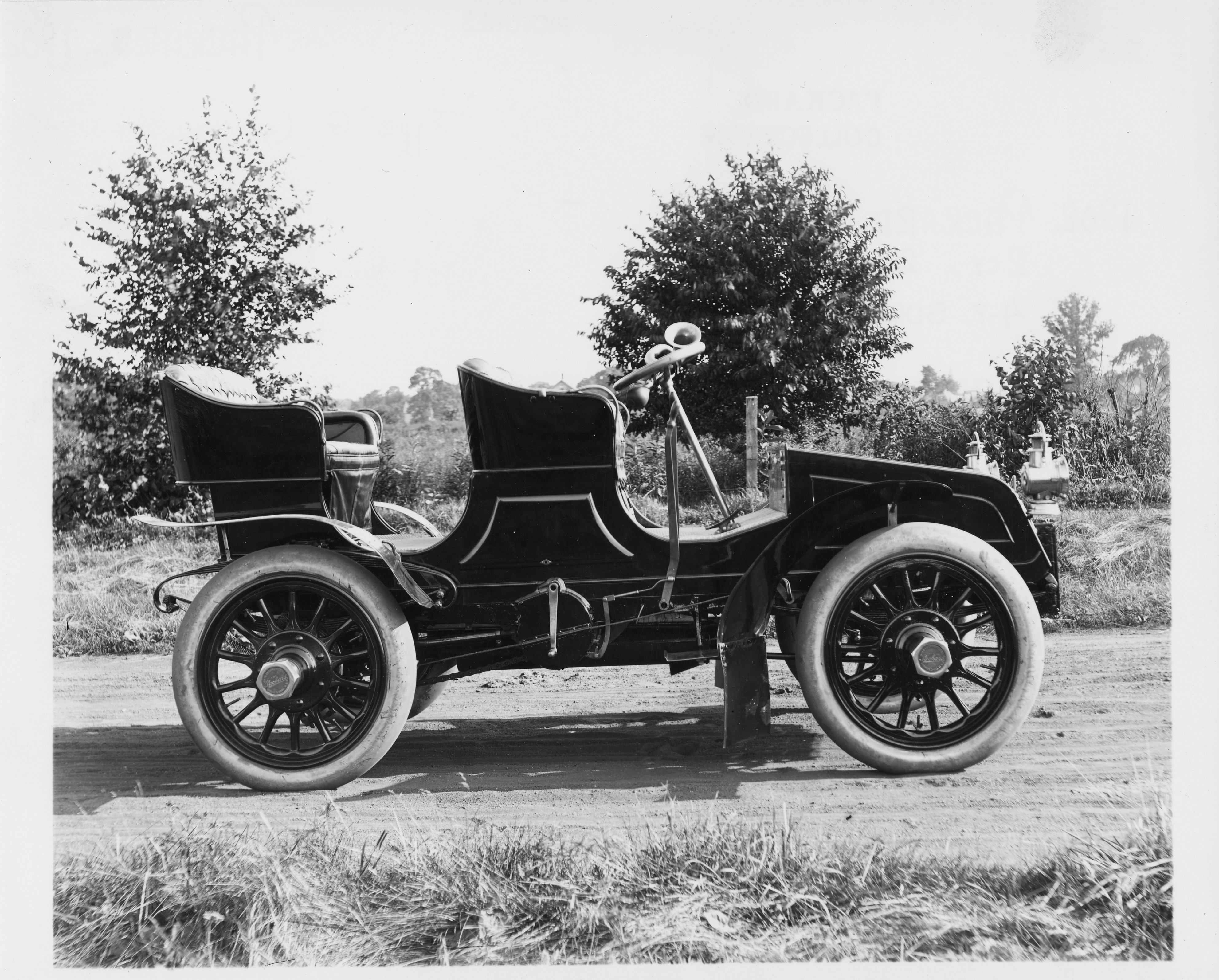
Packard Model G (1902)

El Packard Model G es un automóvil con un motor bicilíndrico construido en 1902 por el antiguo fabricante de automóviles estadounidense Ohio Automobile Company, que cambió su nombre a Packard Motor Car Company en octubre de 1902.
En ese momento la empresa estaba ubicada en Warren (Ohio); los dueños eran los hermanos James Ward Packard y William Doud Packard y el inversor George Lewis Weiss. El Modelo G fue un desarrollo de los antiguos automóviles monocilíndricos que la compañía había construido desde 1899, de los cuales el último, el Model F, se ofreció junto con el Model G. El modelo se puso a la venta a finales del verano de 1902. Solo se fabricaron cuatro unidades.

## Chasis
El bastidor de acero prensado del Model G era nuevo, aunque seguía principios anteriores. Con una distancia entre ejes de 91" (2.311 mm), fue la más larga hasta el momento. La vía de los ejes era de 56" (1422 mm), de hecho, 0,5 pulgadas (12,7 mm) menos que el modelo F. El automóvil tenía el volante a la derecha habitual en ese momento. Fue uno de los primeros automóviles estadounidenses que presentó un volante de dirección en lugar de una caña del timón.
Las ruedas de carretera no eran desmontables y eran del tipo rueda de artillería. Cada una tenía 14 radios de madera. Las ruedas delanteras y traseras tenían las mismas dimensiones, con neumáticos de 36 x 4,5 pulgadas. El Model G tenía cubos de ruedas muy grandes, que le daban al coche un aspecto característico. La suspensión consistía en un juego de ballestas semi-elípticas en la parte delantera y elípticas en la parte trasera. Disponía de dos frenos; uno operaba sobre la transmisión mediante una palanca exterior a la carrocería, y el otro, accionado con un pedal, operaba sobre el diferencial.

## Motor y transmisión
Al igual que con todos los Packard hasta entonces, el motor del Model G se colocó debajo del banco del conductor y se montó lateralmente, de forma que la manivela de arranque sobresalía por el lado derecho. Como se mencionó, se derivó de la variante de un solo cilindro por la que Packard ya gozaba de una buena reputación. La construcción constaba de dos motores monocilíndricos que se conectaban en posición horizontal opuesta y funcionaban
conectados a un cigüeñal común. Los bloques eran de hierro fundido con culatas no desmontables. Los cilindros tenían un diámetro y una carrera de 6 x 6 1/2 pulgadas (152,4 × 165,1 mm) cada uno, lo que resultaba en un desplazamiento de 184 pulgadas³ (3.015 cm³) por cilindro y una enorme cilindrada total de 368 pulgadas³ (6.030 cm³) para todo el motor. Packard usó un carburador de boya Longuemar para cada cilindro. El avance del encendido se regulaba manualmente. La potencia nominal (siguiendo la práctica de entonces) era de 24 H.P.
Tal como se introdujo con el Model F, el Model G también adoptó un radiador más grande y resistente montado en la parte delantera. Esto hizo que el vehículo tuviera la apariencia de un automóvil con motor delantero.
La caja de cambios era de engranajes deslizantes, con tres velocidades hacia adelante y una hacia atrás. La transmisión de potencia a las ruedas traseras funcionaba a través de una cadena montada en el centro, que a su vez estaba conectada al diferencial.

## Carrocería
El Model G era un automóvil enorme para la época, con un peso aproximado de 4000 libras (1814 kg). Packard lo ofreció con dos estilos de carrocería: como surrey para cuatro pasajeros o como tonneau para ocho pasajeros (a veces llamado "Rear Tonneau Roadster"). El surrey no tenía puertas delanteras ni traseras y venía con dos bancos orientados hacia adelante. El tonneau tenía un banco al frente y dos más colocados longitudinalmente. El acceso a la escalera era por una pequeña puerta en la parte trasera. No tenía puertas de entrada. La carrocería estaba hecha de madera de alta calidad, probablemente por un constructor de carruajes local como en los otros Packard. El cliente tenía libre elección de colores. La tapicería era de gran calidad, ejecutada con cuero de primera flor.
El precio base incluía un par de lámparas de aceite "Dietz", un "Speed-O-Meter" y medidores de combustible y aceite, cada uno instalado en el tanque respectivo. Un interruptor de encendido era opcional. Su precio real no se conoce, pero considerando que el modelo F más pequeño costaba 2.500 dólares, es probable que el Model G más complejo costase más de 3.000 dólares.

## Apreciación
Mientras que solo en 1902 salieron de la planta en Warren 179 unidades del Packard Model F, solo se construyeron 4 ejemplares del Model G. Marcó un punto culminante y terminal para la Ohio Automobile Co. de muchas maneras. Fue el último Packard ampliamente desarrollado por el ingeniero jefe y vicepresidente Wiliam A. Hatcher, quien dejó la empresa el 17 de enero de 1903 porque no estaba de acuerdo con la dirección que tomaba la compañía. Su sucesor, el francés "Charles Schmidt", condujo a Packard a principios de construcción europeos más modernos.
Técnicamente, el Modelo G representa el final de la primera generación de modelos de Packard, ya que fue el último automóvil de pasajeros con estilo de coche de caballos de la marca (con el motor colocado debajo del banco del conductor), el último con la transmisión por cadena ruidosa y poco fiable y, lo más importante, el último con menos de cuatro cilindros. Durante mucho tiempo, J. W. Packard estuvo convencido de que el motor monocilíndrico era el propulsor del futuro. Cuando se hizo evidente que la industria tomaría otro camino, Packard hizo lo mismo con automóviles de cuatro cilindros ya en 1903. Por lo tanto, el Model G siguió siendo el único automóvil de pasajeros con un motor de cilindros gemelos (también había algunos camiones de dos cilindros), sobrevivido por el Modelo F por un año más.
Uno de los clientes que compró un Model G fue William Rockefeller, hermano menor de John D. Rockefeller. De los cuatro Model G construidos, uno todavía existe en una colección privada. Es un surrey con capota y pintado de rojo.